# Dinastía VIII de Egipto

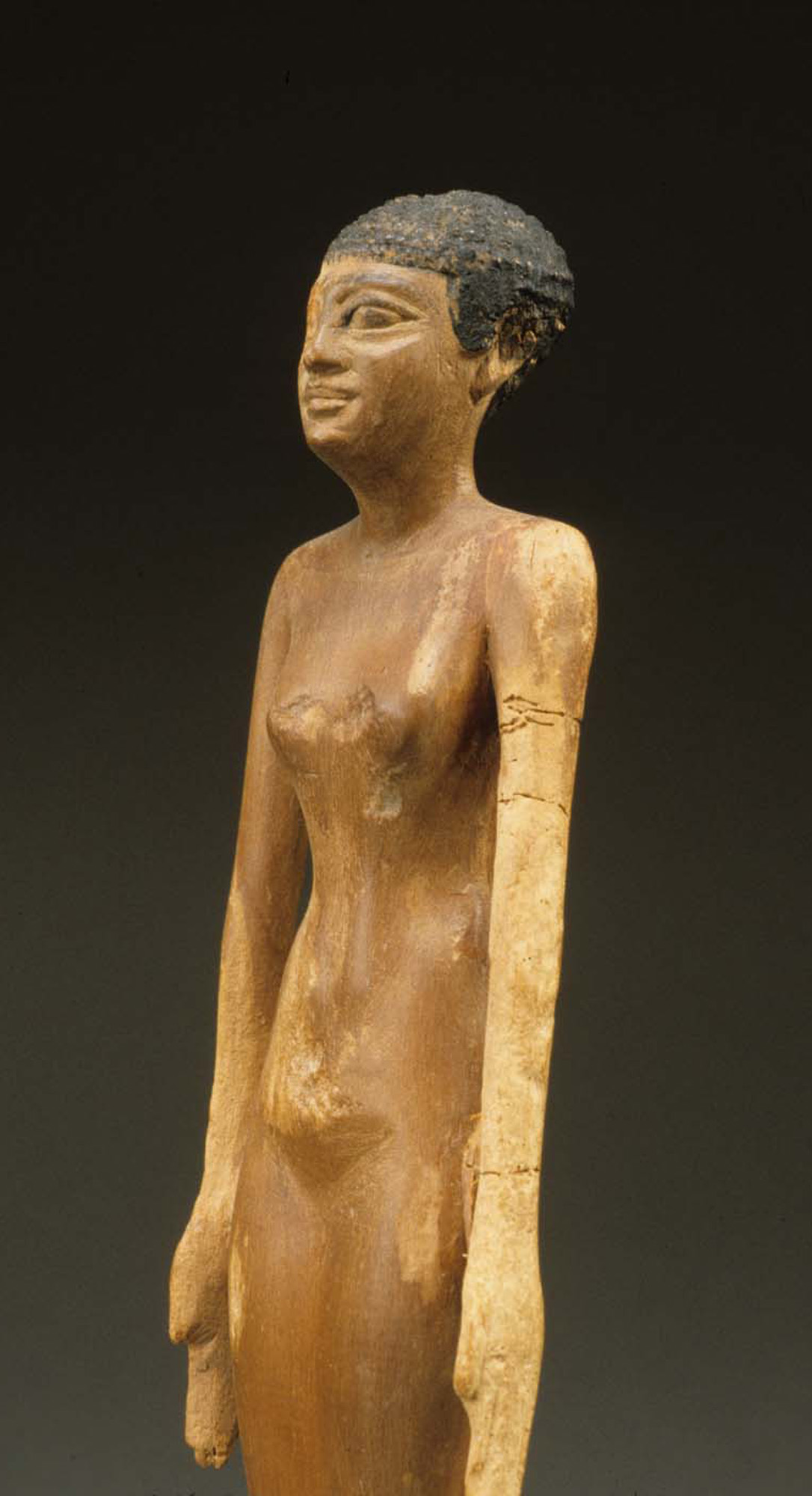
Estatuilla de la dinastía VIII. MET.

La Dinastía VIII o Octava Dinastía surge cerca de 2171 y termina en 2160 a. C.; estaba constituida por los gobernadores de Menfis, aunque su escasa autoridad se limitaba a las regiones vecinas. 

## Historia
La dinastía VIII fue efímera y únicamente perduró pocos años. Posiblemente fue el intento de restaurar en Menfis el linaje depuesto por los dirigentes revolucionarios de la denominada por Manetón dinastía VII, con la interesada ayuda de los poderosos nomarcas de Coptos
Después del largo reinado de Pepy II Egipto se había disgregado en varias unidades políticas. Los nomarcas comenzaron a erigirse como pequeños reyezuelos. Además la región del Delta había sido invadida por asiáticos. Esto se reflejó en estilos locales de arte diferentes en la elaboración de cerámica, artículos funerarios y relieves tallados en piedra. El país solo fue reunificado bajo un solo gobernante con Mentuhotep II, de la dinastía XI.
Las dinastías VII, VIII, IX, X y el primer periodo de la dinastía XI se agrupan bajo del título de primer periodo intermedio de Egipto.

## Documentos de la época

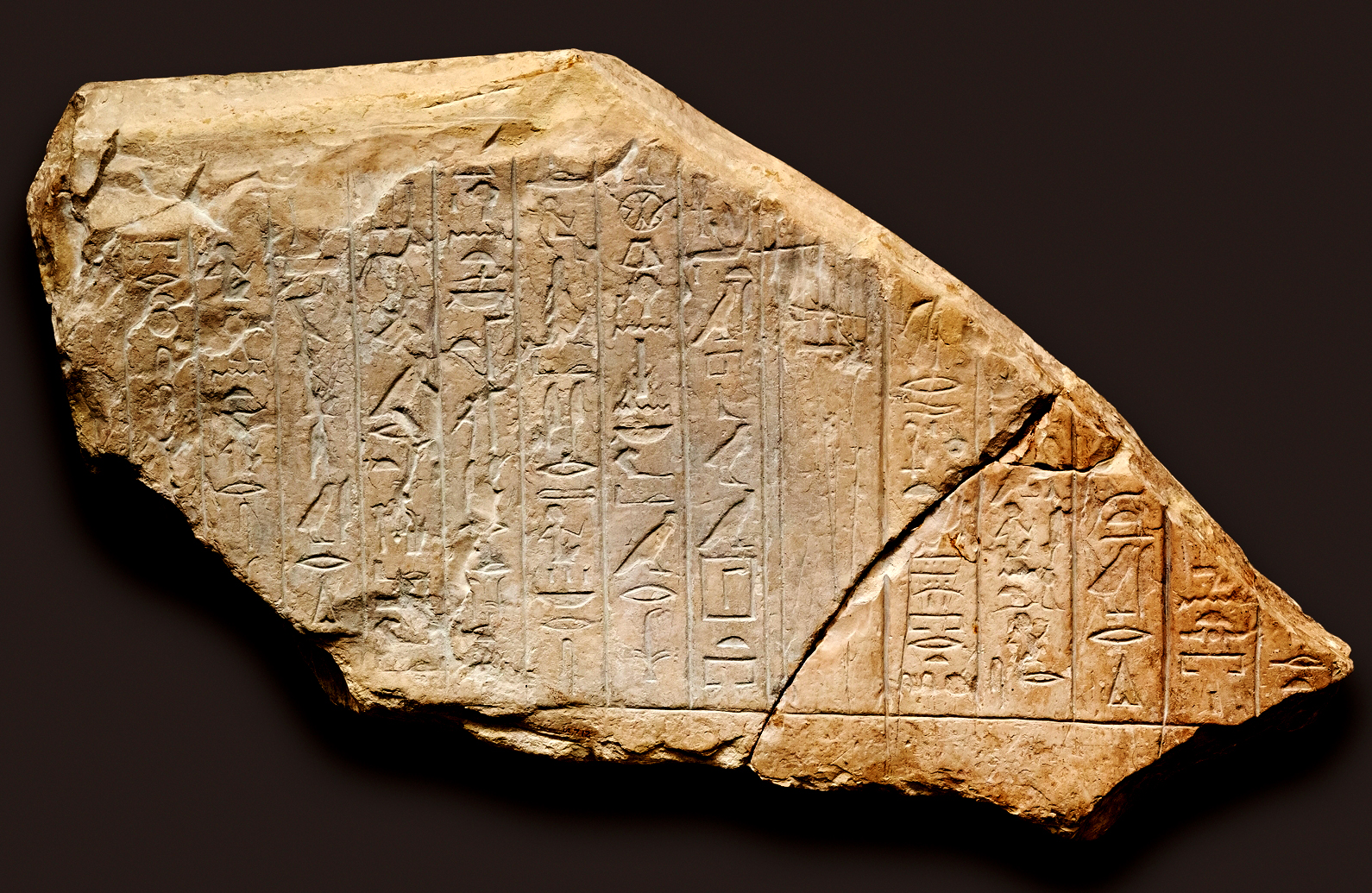
Decretos de Coptos (fragmento) MET

Los Decretos de Coptos, promulgados por los gobernantes Neferkauhor y Neferirkara, concediendo honores y abundantes privilegios a Shemay y a su hijo Idi, nos informan de la situación de la época; estos personajes tuvieron los cargos de nomarcas de Coptos, visires y gobernadores del sur, manejando a su conveniencia a los débiles monarcas de esta dinastía.
El texto de los Lamentos de Ipuur describe una situación caótica: reyes desacreditados, invasión asiática del Delta, desórdenes revolucionarios, destrucción de archivos y tumbas reales, ateísmo y divulgación de secretos religiosos. El hundimiento del Viejo Orden.

## Soberanos de la Dinastía VIII

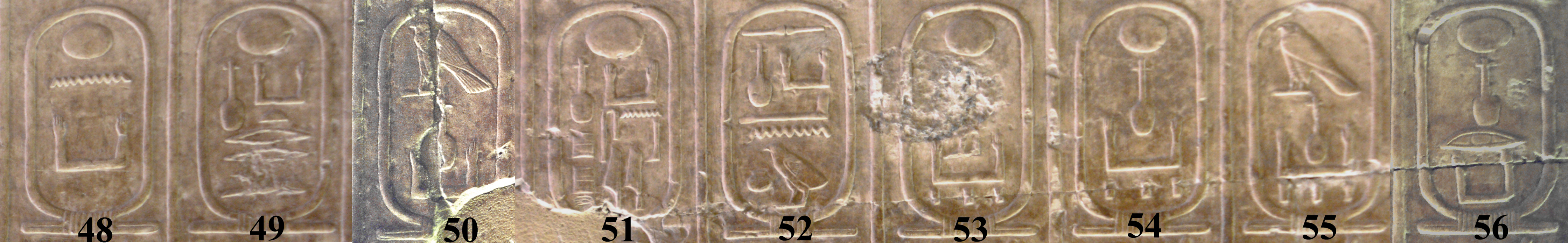
Lista Real de Abidos. Cartuchos 48-56.